# 鉴池公祠
29°24′49.3″N 121°53′25.5″E / 29.413694°N 121.890417°E
鉴池公祠是浙江省象山县一座祠堂。祠堂位于东陈乡东陈村，由村民陈孔氏出资建于清光绪年间，为象山县内唯一一座重檐歇山顶古建祠堂。祠堂坐北朝南，前后三进，中轴线包括照壁、门楼连戏台、大堂、后堂。2002年12月31日，鉴池公祠被列入象山县文物保护单位，2023年6月被列入浙江省文物保护单位。